# Astragalus germanicopolitanus
Astragalus germanicopolitanus es una especie de planta del género Astragalus, de la familia de las leguminosas, orden Fabales.

## Distribución
Astragalus germanicopolitanus se distribuye por Turquía.

## Taxonomía
Fue descrita científicamente por Bornm. Fue publicada en Magyar Bot. Lapok 30: 64 (1931).